# Donato Acciaiuoli di Cassano
Donato Acciaiuoli di Cassano (... – Roma, 1405 circa) è stato un politico italiano, originario della famiglia fiorentina degli Acciaiuoli.

Stemma degli Acciaiuoli

Era figlio di Jacopo Acciaiuoli e di Bartolomea Ricasoli.
Era anche fratello di Neri Acciaiuoli I duca d'Atene, Giovanni Acciaiuoli, arcivescovo di Patrasso, Angelo Acciaiuoli vescovo di Firenze e cardinale.

## Biografia
Dopo aver preso parte attiva nel tumulto dei Ciompi, fu nominato Cavaliere dalla plebe fiorentina il 20 luglio 1378.
Fu barone di Cassano e di Castagno, in Abruzzo, su investitura del Re di Napoli (dal 1392).
Altri incarichi furono:
- Governatore di Corinto dal 1365[1]
- Oratore della Repubblica di Firenze a Pistoia nel 1373[1]
- Podestà di Verona nel 1379[1]
- Partecipante al Collegio della Signoria nel 1381
- Oratore della Repubblica presso il Re di Napoli nel 1383 e 1385[1]
- Vicario della Repubblica a Pescia nel 1384[1]
- Oratore a Perugia nello stesso anno[1]
- Oratore a Padova e Venezia nel 1389
- Commissario della Repubblica in Valdelsa nel 1390[1]
- Gonfaloniere nel 1391 e nel 1394
- Oratore a Ferrara nel 1393[1]
- Oratore a Milano nel 1395.[1]

Morì a Roma nel 1405 circa e fu sepolto nella Certosa di Firenze.

## Matrimoni e discendenza
Si sposò due volte, la prima con:
- Onesta Strozzi, nel 1369, dalla quale ebbe:[1]
  - Jacopo, che ereditò il titolo baronale e fu il padre de Laudomia, moglie de Pierfrancesco il Vecchio;
  - Giovanni, vescovo di Cefalonia (morto a Viterbo nel 1450);
  - Antonio, anch'egli vescovo di Cefalonia, morto nel 1448;
  - Laudomia (?-1397);
  - Bartolomea.

La seconda volta con:
- Tecca Giacomini Tebalducci dalla quale ebbe:[1]
  - Neri (1401 - 1429);
  - Margherita (1422-?).

Donato ebbe due figli naturali:
- Francesco (il cui figlio Neri Acciaiuoli II ereditò il titolo di Duca d'Atene);
- Vanni, arcivescovo di Tebe.